# Guêpier carmin
Merops nubicoides
Espèce
Statut de conservation UICN

 LC  : Préoccupation mineure
Le Guêpier carmin (Merops nubicoides) est une espèce d'oiseau de la famille des Meropidae.

## Répartition
Cet oiseau niche dans le sud de l'Angola, en Zambie et au Zimbabwe (forêts d'acacia) ; il hiverne en Afrique sub-équatoriale.